# F-1 Sensation
F-1 Sensation (Ｆ－１センセーション, "F-1 Sensation") é um jogo de videogame de corridas desenvolvido pela Konami, lançado em 29 de janeiro de 1993. Este jogo se chama Formula 1 Sensation na Europa e apresenta algumas alterações visuais, como os logotipos dos patrocinadores nas pistas .

## Desenvolvimento
Os circuitos e pilotos estão baseados na Temporada de Fórmula 1 de 1992. Entre os pilotos disponíveis, destacam-se os campeões mundiais de Fórmula 1 Ayrton Senna, Damon Hill, Michael Schumacher, Mika Hakkinen e Nigel Mansell. O jogador pode selecionar qual tipo de carro, cor da carenagem, chassis e seu respectivo motor (em 1992): Benetton - Ford, Ferrari, McLaren - Honda e Williams - Renault
As corridas normalmente possuem menos de 10 voltas. Também há paradas nos boxes, sendo o competidor avisado na tela quando há reparos a serem feitos, troca de pneus e combustível.

## Pilotos
Os pilotos são divididos em 3 grupos. Cada grupo possui um desempenho diferenciado, sendo o "A" aquele com nível mals alto e o "C" com o nível mais baixo. Nas corridas livres e nos campeonatos, o jogador pode escolher 11 adversários entre os 3 grupos. 